# Lee Goren
Lee Goren (* 26. Dezember 1977 in Winnipeg, Manitoba) ist ein kanadischer Eishockeyspieler, der zuletzt beim Linköpings HC in der Elitserien unter Vertrag stand.

## Karriere
Lee Goren spielte zwischen 1997 und 2000 für die University of North Dakota, mit der er 2000 die Meisterschaft der Western Collegiate Hockey Association gewann. Dadurch qualifizierte sich sein Team für das Frozen Four-Turnier der NCAA, bei dem er zum MVP gekürt wurde.
In den folgenden sieben Jahren ging er für die Providence Bruins, San Antonio Rampage und die Manitoba Moose in der American Hockey League aufs Eis. Zudem kam er auf insgesamt 67 Einsätze in der National Hockey League für die Boston Bruins, Florida Panthers und Vancouver Canucks. 2007 entschied er sich zu einem Wechsel nach Europa, wo er einen Einjahresvertrag bei Skellefteå AIK unterschrieb. 
Zu Beginn der folgenden Spielzeit kam Goren beim Qualifikationsturnier der Champions Hockey League für den SC Bern zum Einsatz. Danach absolvierte er neun Spiele für den EV Zug aus der National League A, bevor er nach Schweden zurückkehrte und einen steuerbegünstigten Halbjahresvertrag bei Färjestad BK antrat. Mit Färjestad gewann er am Saisonende die Schwedische Meisterschaft.
Im Januar 2010 wechselte er im Austausch gegen Ľuboš Bartečko zurück zum SC Bern, nachdem er beim Färjestad BK nicht mehr erwünscht war. Nach seiner Rückkehr wurde er mit Bern in der Saison 2009/10 Schweizer Meister. Im Juli 2010 wechselte er zu den Straubing Tigers aus der DEL.
Am 29. Januar 2011 erklärte Goren, dass er ein Angebot des SC Bern vorliegen habe. Er verlangte die Freigabe und weigerte sich weiter für die Straubing Tigers zu spielen. Deren Clubführung gab daraufhin einen Tag später die Vertragsauflösung bekannt. Beim SC Bern beendete der Kanadier die Spielzeit 2010/11, bevor er im Juni 2011 erneut von Skellefteå AIK aus der Elitserien verpflichtet wurde.

## Erfolge und Auszeichnungen
| - 1999 WCHA Third All-Star Team - 2000 Broadmoor-Trophy-Gewinn mit der University of North Dakota - 2000 WCHA Second All-Star Team - 2000 NCAA-Division-I-Championship mit der University of North Dakota - 2000 NCAA Championship Tournament MVP | - 2000 NCAA Championship All-Tournament Team - 2000 NCAA West Second All-American Team - 2009 Schwedischer Meister mit Färjestad BK - 2010 Schweizer Meister mit dem SC Bern - 2012 Schwedischer Vizemeister mit dem Skellefteå AIK |